# Mario & Sonic op de Olympische Winterspelen
Mario & Sonic op de Olympische Winterspelen is een computerspel voor de Wii en de Nintendo DS. Hiermee volgt het zijn voorganger, Mario & Sonic op de Olympische Spelen, op. Het spel werd ontwikkeld door SEGA en werd uitgegeven door Nintendo en SEGA. Het spel kwam op 16 oktober 2009 in Europa uit. Dit spel komt telkens uit in de jaren waarin de Olympische Winterspelen plaatsvinden. Elke nieuwe versie is hierbij gebaseerd op de betreffende Olympische Winterspelen.

## Gameplay
Net als in zijn voorganger zullen er weer allerlei sporten te beoefenen zijn in het spel. Alleen zullen het dit keer wintersporten zijn, zoals schaatsen en skiën. Bij sommige onderdelen zal het Wii Balance Board te gebruiken zijn. Het spel is volledig gebaseerd op de Olympische Winterspelen 2010 te Vancouver.

## Evenementen Nintendo DS
- Schaatsen - 500 meter langebaan
- Shorttrack - 500 meter
- Kunstrijden
- Alpineskiën - Reuzenslalom
- Skispringen
- Moguls
- Langlaufen
- Noordse Combinatie - Langlaufen en Skispringen
- Snowboarden - Snowboardcross
- Bobsleeën
- Skeleton
- Rodelen
- Curling
- IJshockey
- Biatlon

Droomevenementen:
- Snowboarden - Extreem
- Kunstrijden - Ultiem
- Skicrossrace
- Deluxe Halfpipe
- Curlbowlen
- Sneewmachinegevecht
- Koortshockey
- Intense ShortTrack

Er zit ook een avontuur op waarbij je Bowser en Dr. Eggman moet verslaan om de Winterspelen te organiseren. Hiermee kun je Embleems verdienen door bepaalde opdrachten te voltooien uiteindelijk na de verhaallijn ook Bowser, Bowser Jr, Dr Eggman en Metal Sonic vrijspelen voor missies. Verder zitten er ook drie partygames in het spel:
- Bingobof
- Rad van Geluk
- Van de kaart

En er is ook nog een ghoststand.

## Personages
In Mario & Sonic op de Olympische Winterspelen zullen dezelfde bekende personages terugkomen als in de voorganger, maar er zullen ook een aantal nieuwe gezichten bij komen.
In Mario & Sonic op de Olympische Winterspelen zitten de volgende personages:
- Mii (Alleen Wii)
- Blaze - Allround type
- Mario - Allround type
- Amy - Allround type
- Bowser Jr. - Allround type
- Luigi - Allround type
- Yoshi - Snel type
- Sonic - Snel type
- Daisy - Snel type
- Shadow - Snel type
- Metal Sonic - Snel type
- Peach - Technisch type
- Dr. Eggman - Technisch type
- Waluigi - Technisch type
- Tails - Technisch type
- Silver - Technish type
- Knuckles - Sterk type
- Bowser - Sterk type
- Vector - Sterk type
- Wario - Sterk type
- Donkey Kong - Sterk type